# Aeropuerto Internacional Amílcar Cabral

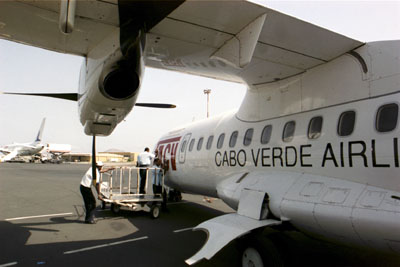
ATR42 en Sal (Aeropuerto Amilcar Cabral).

El Aeropuerto Internacional Amílcar Cabral (IATA: SID, OACI: GVAC), también conocido como Aeropuerto Internacional de Sal, es el principal aeropuerto internacional de Cabo Verde. El aeropuerto recibe su nombre del líder revolucionario Amílcar Cabral.
Se ubica a 2 km al oesudoeste de Espargos en la isla de Sal. Hasta septiembre de 2005, fue el único aeropuerto en Cabo Verde que servía vuelos internacionales. En el año 2004 fue la primera vez que sobrepasó el millón de pasajeros, posteriormente al abrirse al tráfico internacional otros aeropuertos, perdió pasajeros que se repartieron entre los nuevos aeropuertos.
La principal pista del aeropuerto (01/19) tiene 3.000 m (9.842 ft), de categoría 4E es la más larga de Cabo Verde. Es utilizada para vuelos de largo radio. Es también una de las pistas de aterrizaje de emergencia de la lanzadera espacial estadounidense. La segunda pista (07/25) tiene 1500 m (4.921 ft) y es utilizada por pequeños aviones. Sal es la base de operaciones principal de la aerolínea nacional, Cabo Verde Airlines.
En 2015, el aeropuerto atendió a 780.738 pasajeros.

## Historia
El primer aeropuerto en la isla de Sal fue construido en 1939 por Italia, como un punto de repostaje y reposición de provisiones en sus rutas de Roma a Sudamérica. El primer vuelo, procedente de Roma y Sevilla, fue el 15 de diciembre de 1939. En 1947, el gobierno colonial Portugués adquirió el aeropuerto a los italianos. En 1950, comenzaron los vuelos de DC-4 de Alitalia de la ruta Roma-Sal-Buenos Aires-Caracas. En 1961 los vuelos a reacción (un DC-8) en la ruta convirtieron la parada de Sal en superflua, y los vuelos internacionales fueron suspendidos.
En 1967, Sal fue utilizado de nuevo como parada de repostaje, en esta ocasión para South African Airways, para vuelos hacia y desde Europa, desde que SAA perdió los derechos de aterrizaje en la mayoría de países de África debido al boicot internacional del apartheid. Más tarde, Cubana y Aeroflot utilizaron Sal para vuelos de pasajeros y repostaje.
En 1985, TACV comenzó a volar a Boston, Massachusetts utilizando un DC10 de LAM. Boston alberga a la mayor comunidad de nativos de Cabo Verde en los Estados Unidos. Los vuelos de TACV a Boston han sido desde entonces ofertados también en el Aeropuerto Internacional Nelson Mandela. Otros destinos internacionales son Ámsterdam, Lisboa, Madrid, París. Los destinos domésticos son Santiago y São Vicente.
En el año 2011 se realizó la remodelación sistema de balizamiento del aeropuerto. Para el año 2014 está prevista la ampliación y remodelación de la terminal de pasajeros.

## Instalaciones y transporte
Amílcar Cabral tiene una terminal. Es un edificio de dos plantas que alberga la facturación, sala de espera, y zonas de llegadas, así como tiendas, bancos, y servicios al pasajero. La segunda planta alberga las operaciones del aeropuerto y las oficinas de las aerolíneas. Hay cuatro puertas de embarque, y las jardineras se usan para llevar a los pasajeros a las posiciones de los aviones.
El aeropuerto se encuentra en el lado este junto a la carretera que une Espargos y Santa Maria, principal destino turístico de la isla. No existe un transporte regular, pero taxis, coches compartidos conocidos como alugers, y alquiler de coches están disponibles.
Hay varias compañías de alquiler de vehículos en el aeropuerto como son Hertz, Avis, y otros.

## Aerolíneas y destinos

#### Destinos nacionales
| Ciudad              | Nombre del aeropuerto                      | Aerolíneas         | Aeronaves  | Frecuencias semanales |
| Cabo Verde          | Cabo Verde                                 | Cabo Verde         | Cabo Verde | Cabo Verde            |
| ------------------- | ------------------------------------------ | ------------------ | ---------- | --------------------- |
| Isla de Boa Vista   | Aeropuerto Internacional Aristides Pereira | Bestfly Cabo Verde |            |                       |
| Isla de São Nicolau | Aeródromo de Preguiça                      | Bestfly Cabo Verde |            |                       |
| Isla de São Vicente | Aeropuerto Internacional Cesária Évora     | Bestfly Cabo Verde |            |                       |
| Praia               | Aeropuerto Internacional Nelson Mandela    | Bestfly Cabo Verde |            |                       |

### Destinos internacionales
| Ciudades por países | Nombre del aeropuerto                             | Aerolíneas                                      | Aeronaves | Frecuencias semanales |
| África              | África                                            | África                                          | África    | África                |
| ------------------- | ------------------------------------------------- | ----------------------------------------------- | --------- | --------------------- |
| Senegal             |                                                   |                                                 |           |                       |
| Dakar               | Aeropuerto Blaise Diagne                          | Cabo Verde Airlines                             | B737      |                       |
| Europa              |                                                   |                                                 |           |                       |
| Alemania            |                                                   |                                                 |           |                       |
| Colonia             | Aeropuerto Internacional de Colonia/Bonn          | TUIfly                                          | B737      |                       |
| Düsseldorf          | Aeropuerto Internacional de Düsseldorf            | TUIfly                                          | B737      |                       |
| Fráncfort del Meno  | Aeropuerto de Fráncfort del Meno                  | TUIfly                                          | B737      |                       |
| Hannover            | Aeropuerto de Hannover                            | TUIfly                                          | B737      |                       |
| Múnich              | Aeropuerto Internacional de Múnich                | TUIfly                                          | B737      |                       |
| Stuttgart           | Aeropuerto de Stuttgart                           | TUIfly                                          | B737      |                       |
| Bélgica             |                                                   |                                                 |           |                       |
| Bruselas            | Aeropuerto de Bruselas-National                   | TUI fly Belgium                                 | B737      |                       |
| Eslovaquia          |                                                   |                                                 |           |                       |
| Bratislava          | Aeropuerto de Bratislava-Milan Rastislav Štefánik | Smartwings Slovakia                             | B737      |                       |
| España              |                                                   |                                                 |           |                       |
| Barcelona           | Aeropuerto Josep Tarradellas Barcelona-El Prat    | Vueling Airlines                                | A320      |                       |
| Gran Canaria        | Aeropuerto de Gran Canaria                        | Binter Canarias                                 | E195-E2   |                       |
| Madrid              | Aeropuerto Adolfo Suárez Madrid-Barajas           | AlbaStar                                        | B737      |                       |
| Finlandia           |                                                   |                                                 |           |                       |
| Helsinki            | Aeropuerto de Helsinki                            | TUIfly Nordic (Estacional)                      | B737-8MAX |                       |
| Francia             |                                                   |                                                 |           |                       |
| Burdeos             | Aeropuerto de Burdeos-Mérignac                    | Transavia France                                | B737      |                       |
| Lyon                | Aeropuerto de Lyon-Saint Exupéry                  | Transavia France                                | B737      |                       |
| Marsella            | Aeropuerto de Marsella-Provenza                   | Transavia France                                | B737      |                       |
| Nantes              | Aeropuerto de Nantes-Atlantique                   | Transavia France                                | B737      |                       |
| París               | Aeropuerto de París-Orly                          | Transavia France                                | B737      |                       |
| Toulouse            | Aeropuerto de Toulouse-Blagnac                    | Transavia France                                | B737      |                       |
| Italia              |                                                   |                                                 |           |                       |
| Bérgamo             | Aeropuerto de Bérgamo-Orio al Serio               | Cabo Verde Airlines Neos                        | B737      |                       |
| Milán               | Aeropuerto de Milán-Malpensa                      | easyJet Europe Neos                             | A320 B737 |                       |
| Roma                | Aeropuerto de Roma-Fiumicino                      | Neos                                            | B737      |                       |
| Verona              | Aeropuerto de Verona-Villafranca                  | Neos                                            | B737      |                       |
| Luxemburgo          |                                                   |                                                 |           |                       |
| Luxemburgo          | Aeropuerto de Luxemburgo Findel                   | Luxair                                          | B737      |                       |
| Países Bajos        |                                                   |                                                 |           |                       |
| Ámsterdam           | Aeropuerto de Ámsterdam-Schiphol                  | TUI Airlines Nederland                          | B7x7      |                       |
| Polonia             |                                                   |                                                 |           |                       |
| Varsovia            | Aeropuerto de Varsovia-Chopin                     | Enter Air Smartwings Poland                     | B737      |                       |
| Portugal            |                                                   |                                                 |           |                       |
| Lisboa              | Aeropuerto de Lisboa                              | Cabo Verde Airlines easyJet Europe TAP Portugal | B737 A320 |                       |
| Oporto              | Aeropuerto de Oporto-Francisco Sá Carneiro        | easyJet Europe                                  | A3xx      |                       |
| Reino Unido         |                                                   |                                                 |           |                       |
| Birmingham          | Aeropuerto de Birmingham                          | TUI Airways                                     | B737      |                       |
| Brístol             | Aeropuerto Internacional de Brístol               | TUI Airways                                     | B737      |                       |
| Glasgow             | Aeropuerto Internacional de Glasgow               | TUI Airways                                     | B737      |                       |
| Londres             | Aeropuerto de Londres-Gatwick                     | easyJet Europe TUI Airways                      | A320 B7x7 |                       |
| Newcastle           | Aeropuerto Internacional de Newcastle             | TUI Airways                                     | B737      |                       |
| Mánchester          | Aeropuerto de Mánchester                          | easyJet Europe TUI Airways                      | A320 B737 |                       |
| República Checa     |                                                   |                                                 |           |                       |
| Praga               | Aeropuerto de Praga-Václav Havel                  | Smartwings                                      | B737      |                       |
| Suecia              |                                                   |                                                 |           |                       |
| Estocolmo           | Aeropuerto de Estocolmo-Arlanda                   | TUIfly Nordic (Chárter estacional)              | B737-8MAX |                       |

## Tráfico y estadísticas
Ver fuente y consulta Wikidata.